# سوني اريكسون اكسبيريا نيو في
سوني اريكسون اكسبيريا نيو في (بالإنجليزية: Sony Ericsson Xperia neo V)‏ هو هاتف محمول يعمل بنظام أندرويد، تم طرحه في الأسواق في 2011.

## الخصائص
- نظام التشغيل: أندرويد
- الشاشة: إل سي دي
- الوزن: 126 غرام
- المعالج: 1 جيجا هرتز